# Láng Ida
Láng Ida (Vésztő, 1897 – Békéscsaba, 1944. június 20. v. 21.) regényíró, publicista, költő.

## Élete
Vésztői fakereskedő zsidó családból származott. Tanulmányait Nagyváradon és Eperjesen végezte. 1910 körül feleségül ment Láng Gyula tanárhoz. Két gyermekük született: Éva és Jichak. Visszavonult életet élt, a vésztői zsidó közösséggel és értelmiséggel nem tartott kapcsolatot. Versei, regényei, tárcái és kritikái a fővárosi és vidéki lapokban, valamint a Magyar Asszonyban jelentek meg. Ismert műgyűjtő volt. 1933 óta rendes tagja a Gyóni Géza Társaságnak. 1944 májusában betegen a vésztői gettóba vitték be, állapotának romlása miatt a békéscsabai kórházba szállították mentőautóval, ahonnan júniusban a békéscsabai gyűjtőtáborba került. A deportálás előtt a gyűjtőtáborban halt meg, a békéscsabai neológ zsidó temetőben temették el.

## Utóélete
2011 márciusában megjelent a költőnő emlékére egy, az összes fennmaradt versét, publicisztikáját tartalmazó kötet Balogh István - Virág Emese: A tündöklő híd nyomában címmel.

## Művei
- Tündöklő híd. Versek. (1944)